# کارخانه تبدیل پسماند به انرژی

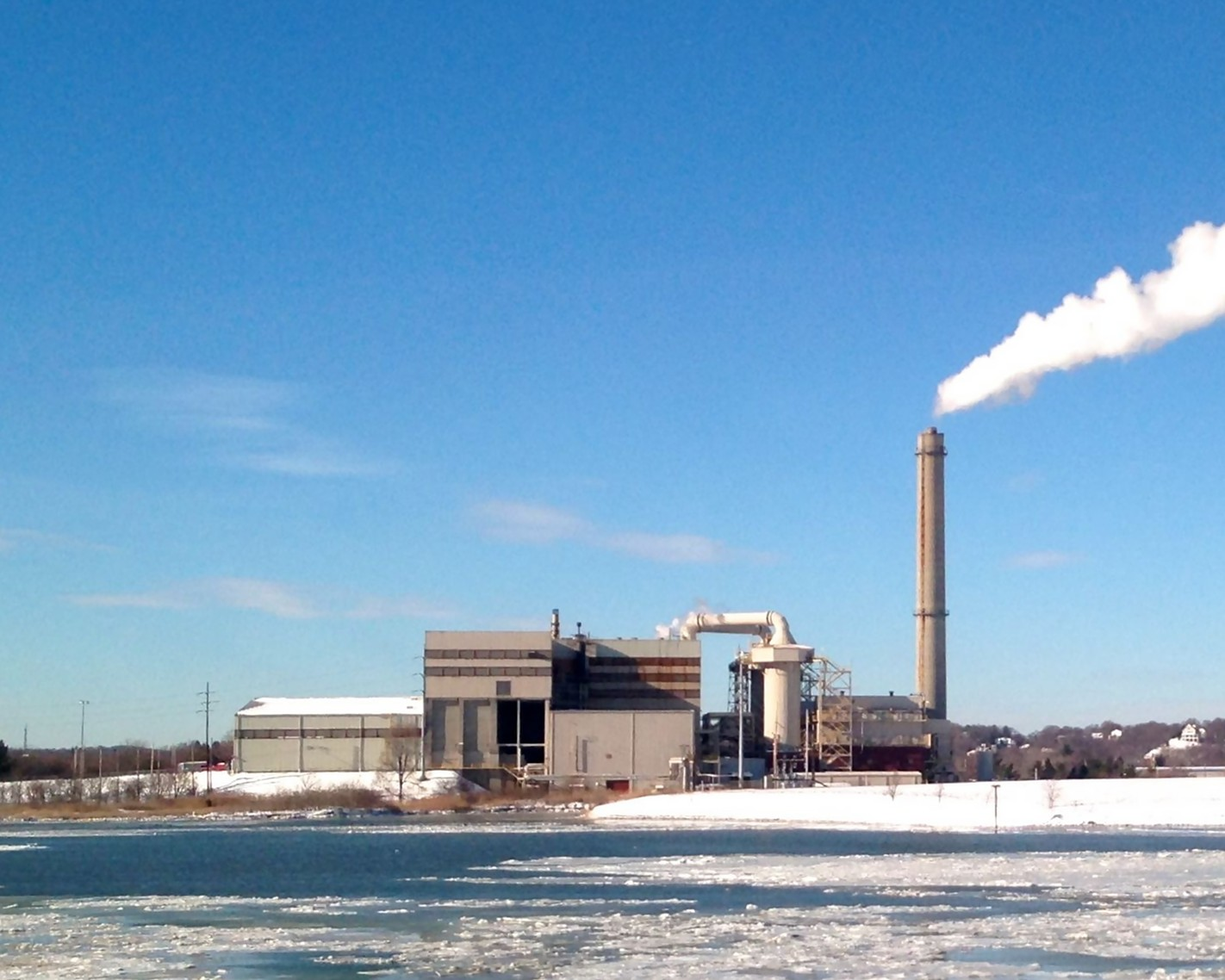
یک کارخانه تبدیل پسماند به انرژی در ساگوس، ماساچوست، اولین کارخانه در ایالات متحده.

یک کارخانه تبدیل پسماند به انرژی یک مرکز مدیریت پسماند است که با سوزاندن مواد زائد نیروی برق تولید می‌کند. این نوع نیروگاه، گاهی به عنوان کارخانه بازیافت زباله به انرژی، کارخانه سوزاندن زباله شهری، کارخانه  بازیابی انرژی یا کارخانه بازیابی منابع نامیده می‌شود.
کارخانه‌های مدرن تبدیل زباله به انرژی با سوزاننده‌های زباله که معمولاً تا چند دهه قبل استفاده می‌شدند، بسیار متفاوت می‌باشند. برخلاف کارخانه‌های مدرن، معمولاً آن کارخانه‌ها قبل از سوزاندن زباله، مواد خطرناک یا قابل بازیافت را از بین زباله‌ها جدا نمی‌کردند. این کوره‌های سوزاننده، سلامت کارگران کارخانه و ساکنان اطراف را در معرض خطر قرار می‌دادند و بیشتر آنها نیز برق تولید نمی‌کردند.
تولید انرژی از پسماند، به طور فزاینده ای به عنوان یک استراتژی متنوع سازی بالقوه انرژی مورد بررسی قرار می‌گیرد، به خصوص توسط سوئد، که در طول ۲۰ سال گذشته پیشرو در بازیافت زباله به انرژی است. میزان انرژی الکتریکی خالص تولید شده، حدود ۵۰۰ تا ۶۰۰ کیلووات ساعت برق در هر تن زباله سوزانده شده می‌باشد. بنابراین، با سوزاندن حدود ۲۲۰۰ تن پسماند در روز، حدود ۱۲۰۰ مگاوات ساعت انرژی الکتریکی تولید می‌شود.

## فرایند کار
بیشتر کارخانه‌های تبدیل زباله به انرژی، زباله‌های جامد شهری را می‌سوزانند، اما برخی از آنها ضایعات صنعتی یا موا زائد خطرناک را می‌سوزانند. یک کارخانه مدرن که به درستی تبدیل زباله به انرژی را انجام می‌دهد، قبل از سوزاندن ضایعات، آن‌ها را دسته‌بندی و مرتب‌سازی می‌کند که این مرحله از کار می‌تواند با بازیافت همزمان باشد. تنها مواردی سوزانده می‌شوند که از نظر طرح یا به لحاظ اقتصادی قابل بازیافت نبوده، و خطرناک هم نیستند.
کارخانه‌های تبدیل زباله به انرژی از نظر طراحی و تجهیزات شبیه نیروگاه‌های بخار الکتریکی، به ویژه نیروگاه‌های زیست توده، می‌باشند. ابتدا زباله‌ها به محل کار آورده می‌شوند. سپس، زباله‌ها دسته‌بندی و مرتب می‌شوند تا مواد قابل بازیافت و خطرناک جدا شوند. سپس پسماندها ذخیره می‌شود تا زمان سوختن آنها فرا رسد. تعداد کمی از کارخانه‌ها از گازی سازی استفاده می‌کنند، اما اکثر کارخانه‌ها زباله‌ها را مستقیماً می‌سوزانند به دلیل اینکه این یک فناوری بالغ و کارآمد است. ضایعات را می‌توان به طور مداوم یا به صورت دسته‌بندی شده، بسته به نوع طراحی کارخانه، به دیگ بخار اضافه نمود.
کارخانه‌های تبدیل زباله به انرژی، ۸۰ تا ۹۰ درصد زباله از نظر حجم را می‌سوزانند. بعضی اوقات، خاکستر باقی مانده به اندازه کافی تمیز است که برای مقاصدی مانند مواد اولیه برای استفاده در ساخت بلوک یا برای ساخت جاده استفاده می‌شود. علاوه بر این، فلزاتی که ممکن است در میان ضایعات سوزانده شوند از کف کوره جمع شده و به ریخته‌گری‌ها فروخته می‌شوند. برخی از کارخانه‌های تبدیل زباله به انرژی، آب شور را، به عنوان محصول جانبی فرایندهای خنک‌کنندگی، به آب شیرین قابل شرب تبدیل می‌کنند.

## هزینه
ساخت یک کارخانه معمولی با ظرفیت تولید انرژی ۴۰۰ گیگاوات ساعت در سال، حدود ۴۴۰ میلیون دلار هزینه دارد. کارخانه‌های تبدیل زباله به انرژی، ممکن است به لحاظ هزینه، مزیت قابل توجهی نسبت به گزینه‌های نیرو گاه‌های سنتی تولید انرژی برق داشته باشند، زیرا اپراتور تبدیل زباله به انرژی ممکن است درآمدی را برای دریافت زباله، به عنوان گزینه ای برای هزینه دفع زباله در محل‌های دفن زباله، که معمولاً از آن «هزینه پرداخت» به ازای هر تن یاد می‌شود، دریافت کند، در مقابل نیرو گاه‌های سنتی تولید انرژی برق که نیاز به پرداخت هزینه برای قیمت سوخت می‌باشد. در حالی که هزینه سوخت می‌تواند ۴۵٪ هزینه تولید برق در یک نیروگاه با سوخت زغال‌سنگ، و ۷۵٪ یا بیشتر هزینه را در یک نیروگاه با سوخت گاز طبیعی، تشکیل دهد. انجمن ملی مدیریت پسماندهای جامد تخمین می‌زند که متوسط هزینه پرداخت ایالات متحده برای سال ۲۰۰۲، ۳۳٫۷۰ دلار در هر تن بوده‌است.

## آلودگی
کارخانه‌های تبدیل زباله به انرژی، نسبت به کارخانه هایزغال‌سنگ، کمتر باعث آلودگی هوا می‌شوند، اما از نیروگاه‌های گاز طبیعی بیشتر باعث آلودگی هوا می‌شوند. در عین حال، از نظر کربن منفی است: فرایند تبدیل زباله به سوخت‌های زیستی، به میزان قابل توجهی کربن و متان کمتری در هوا، در مقایسه با دفع زباله در محل‌های دفن زباله یا دریاچه، آزاد می‌کند.
کارخانه‌های تبدیل زباله به انرژی، طوری طراحی شده‌اند که انتشار آلاینده‌های هوا در گاز خروجی دودکش به جو، از قبیل اکسیدهای نیتروژن، اکسیدهای گوگرد و ذرات را کاهش دهند، و نیز آلاینده‌های موجود در زباله را، با استفاده از اقدامات کنترل آلودگی مانند ماشین‌های شستشوی صنعتی (به انگلیسی:scrubbers), baghouses، و رسوب دهنده‌های الکترواستاتیک، از بین ببرند. درجه حرارت بالا، احتراق کارآمد، و شستشو و کنترل‌های مؤثر می‌تواند به میزان قابل توجهی عوامل آلودگی هوا را در خروجی کاهش دهد.
سوزاندن زباله‌های شهری باعث انتشار مقادیر قابل توجهی از دیوکسین و فوران در جو، در مقایسه با مقادیر حاصل از سوختن زغال‌سنگ یا گاز طبیعی، می‌شود. دیوکسین‌ها و فوران‌ها از نظر عده زیادی، خطرات جدی برای سلامتی محسوب می‌شوند. با این حال، پیشرفت در طرح‌های کنترل انتشار و مقررات بسیار سختگیرانه جدید دولت و همچنین مخالفت عمومی با سوزاندن زباله‌های شهری، باعث شده‌است که دیوکسین‌ها و فران‌های تولید شده توسط کارخانه‌های تبدیل زباله به انرژی، به میزان زیادی کاهش یابد.
کارخانه‌های تبدیل زباله به انرژی، دقیقاً مانند مورد احتراق زغال‌سنگ، خاکستر زغال‌سنگ خاکستر بادی و خاکستر زیرین را تولید می‌کنند. مقدار کل خاکستر تولید شده توسط کارخانه‌های تبدیل زباله به انرژی، از ۱۵٪ تا ۲۵٪ وزن مقدار زباله اصلی است و مقدار خاکستر مگس، حدود ۱۰٪ تا ۲۰٪ کل خاکستر را تشکیل می‌دهد. خاکستر بادی بیشتر از خطر خاکستر خطرناک است، زیرا خاکستر بادی حاوی فلزات سمی مانند سرب، کادمیوم، مس و روی و همچنین مقادیر کمی از دیوکسین‌ها و فوران‌ها است. خاکستر زیرین ممکن است حاوی مقادیر قابل توجهی از مواد خطرناک برای سلامتی باشد. در ایالات متحده، و شاید در سایر کشورها، قانون لزوم انجام آزمایش روی خاکستر برای ارزیابی میزان سمیت آن، قبل از دفع در محل‌های دفن زباله، اجباری است. اگر خاکستر خطرناک باشد، فقط می‌توان آن را در محل‌هایی مدفون ساخت که برای دفن زباله آنچنان با دقت طراحی شده‌اند که از ورود آلاینده‌های موجود در خاکستر به سفره‌های آب زیرزمینی جلوگیری می‌کند.
آلودگی بو، به دلیل ایزوله نبودن محل کارخانه، می‌تواند مشکل ساز باشد. برخی از کارخانه‌های تبدیل زباله به انرژی، زباله‌ها را در یک محل محصور و با فشار منفی ذخیره می‌کنند که از فرار بوی نامطبوع جلوگیری می‌کند و هوای بیرون آمده از محل ذخیره از طریق دیگ یا فیلتر ارسال می‌شود. با این حال، همه کارخانه‌ها اقدامات لازم برای کاهش بو را انجام نمی‌دهند و در نتیجه شکایات ایجاد می‌شود.
موضوعی که بر روابط اجتماعی تأثیر می‌گذارد افزایش ترافیک جاده ای کامیون‌های زباله برای انتقال پسماندهای شهری به تأسیسات کارخانه‌های تبدیل زباله به انرژی است. به همین دلیل، بیشتر کارخانه‌های تبدیل زباله به انرژی در مناطق صنعتی قرار دارند.
گاز محل دفن زباله، که حاوی حدود ۵۰٪ متان و ۵۰٪ دی‌اکسید کربن است، با مقدار کمی آلاینده سرایت داده می‌شود. برخلاف کارخانه‌های تبدیل زباله به انرژی،کنترل آلایندگی در مورد سوزاندن گاز محل دفن زباله کم بوده یا اصلاً نیست. این گاز معمولاً سوزانده می‌شود یا برای راه اندازی موتور پیستونی یا میکروتوربین، مخصوصاً در نیروگاه‌های زیست گاز، از آن استفاده می‌شود. تمیز کردن گاز محل دفن زباله معمولاً مقرون به صرفه نیست زیرا گاز طبیعی که جایگزین آن می‌شود، نسبتاً ارزان است.

## مثال
- SVZ Schwarze Pumpe GmbH در آلمان انواع زباله‌ها را با گاز زدایی به انرژی گرمایی، الکتریسیته و سینگاس پردازش می‌کند. سینگاس به متانول و فرمالدئید تبدیل می‌شوند.